# Sphaerodactylus goniorhynchus
Sphaerodactylus goniorhynchus е вид влечуго от семейство Sphaerodactylidae. Видът е почти застрашен от изчезване.

## Разпространение и местообитание
Разпространен е в Ямайка.
Обитава гористи местности, храсталаци, крайбрежия, плажове и плантации.